# Драйторшпітце
Драйторшпітце (нім. Dreitorspitze) — це великий та дуже виразний гірський масив з декількома вершинами у східній частині хребта Веттерштайн на кордоні між Німеччиною та Австрією.

## Опис
Масив поділяється на Партенкірхенську Драйторшпітце (нім. Partenkirchener Dreitorspitze, 2 633 м.н.м.) переважно з німецької сторони та Лойтаську Драйторшпітце (нім. Leutascher Dreitorspitze, 2 682 м.н.м.) з австрійської сторони; кожна з них має декілька вершин. Головною вершиною цього масиву (четвертого за висотою в Німеччині) є Лойтаська Драйторшпітце, інша назва якої — Карлшпітце. Масив Драйторшпітце лежить на головній гряді хребта Веттерштайн в тому місці, де вона ненадовго змінює напрямок з основного східно-західного на північ, перш ніж знову розвернутись на захід. На схід від Драйторшпітце розташоване карстове Лойтаське плато, схоже на плато під Цугшпітце, яка є частиною того ж хребта Веттерштайн та розташована неподалік.

## Сходження
Перше сходження на гірський масив відбулося 1854 року — була підкорена західна вершина Партенкірхенської Драйторшпітце (К. Кіндл, Й. Грасеггер). Відомий підкорювач Північних Вапнякових Альп Герман фон Барт здійснив перший перехід до середньої вершини (1870 р.) та сходження на Лойтаську Драйторшпітце (1871 р.).

### Маршрути
Найлегші маршрути на основні вершини мають всього перший або другий рівень складності. Нескладна віа феррата, названа на честь Германа фон Барта, веде на вершину Партенкірхенської Драйторшпітце. Всі інші вершини доступні лише скелелазам. Підкорення вершин як правило здійснюється за два дні, з зупинкою на ночівлю у гірському прихистку Майлерхютте (нім. Meilerhütte), яким управляє Німецький альпійський клуб. Підйом за один день можливий тільки для скелелазів з надзвичайно доброю фізичною формою.
Поселення у долинах під гірським масивом, з яких починають сходження: Гарміш-Партенкірхен (Німеччина), Лойташ (Австрія), Міттенвальд (Німеччина).

## Галерея

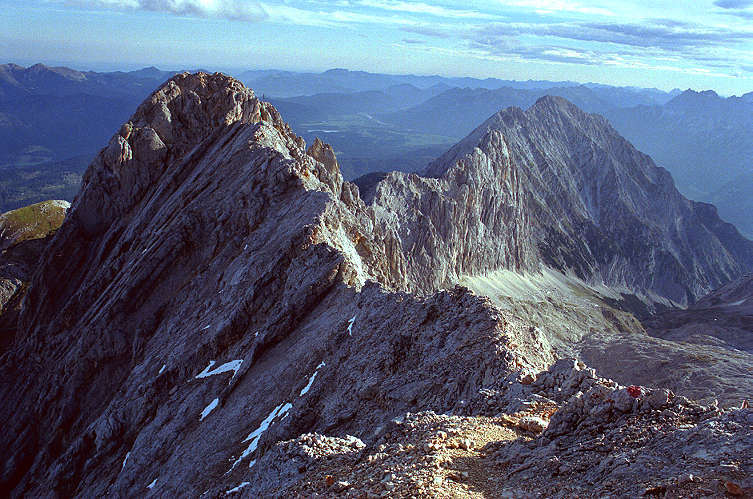
Вид з західної вершини Партенкірхенської Драйторшпітце на середню та північно-східну вершину та на Мустерштайн
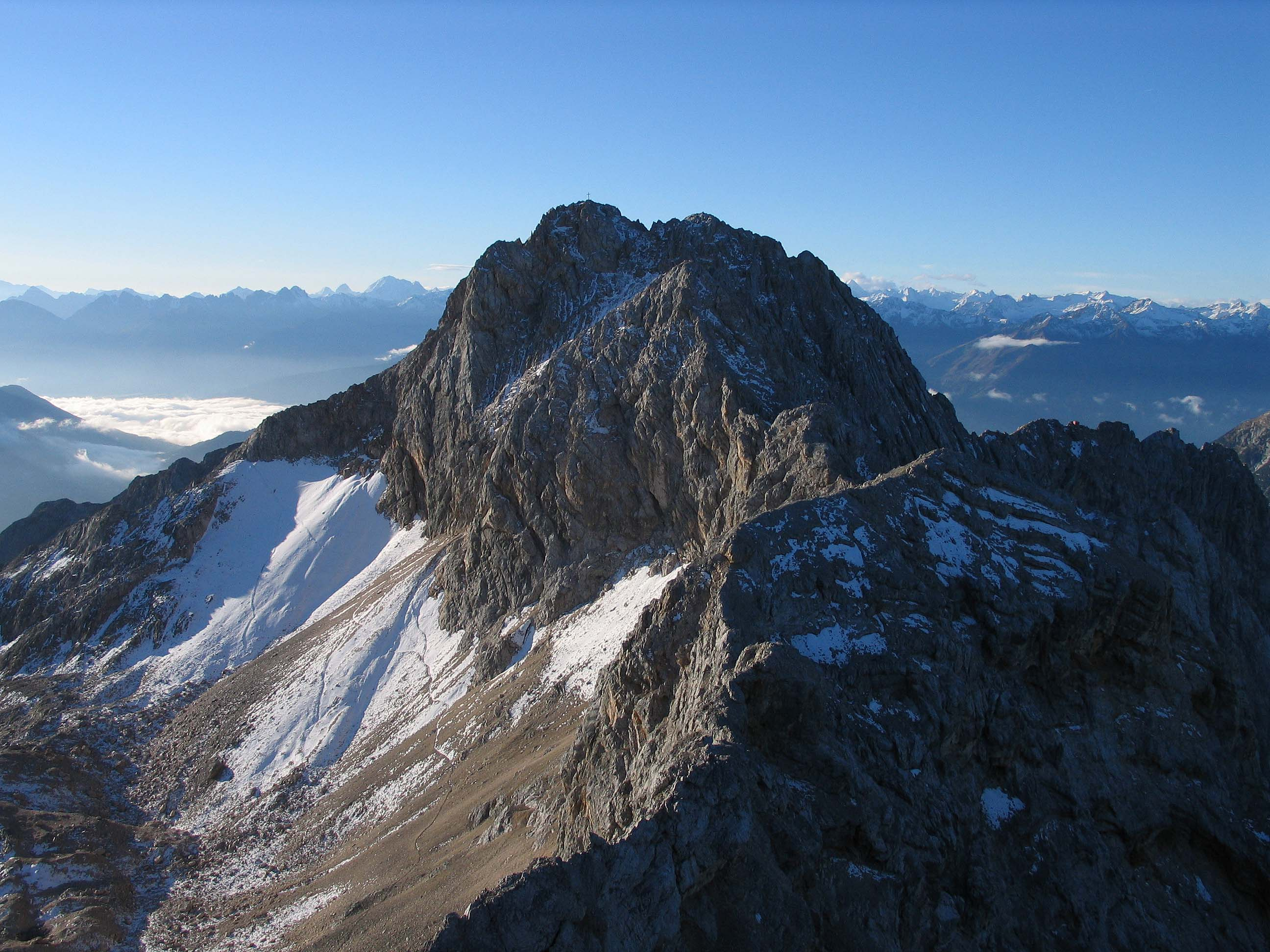
Вид з західної вершини Партенкірхенської Драйторшпітце на Лойтаську Драйторшпітце
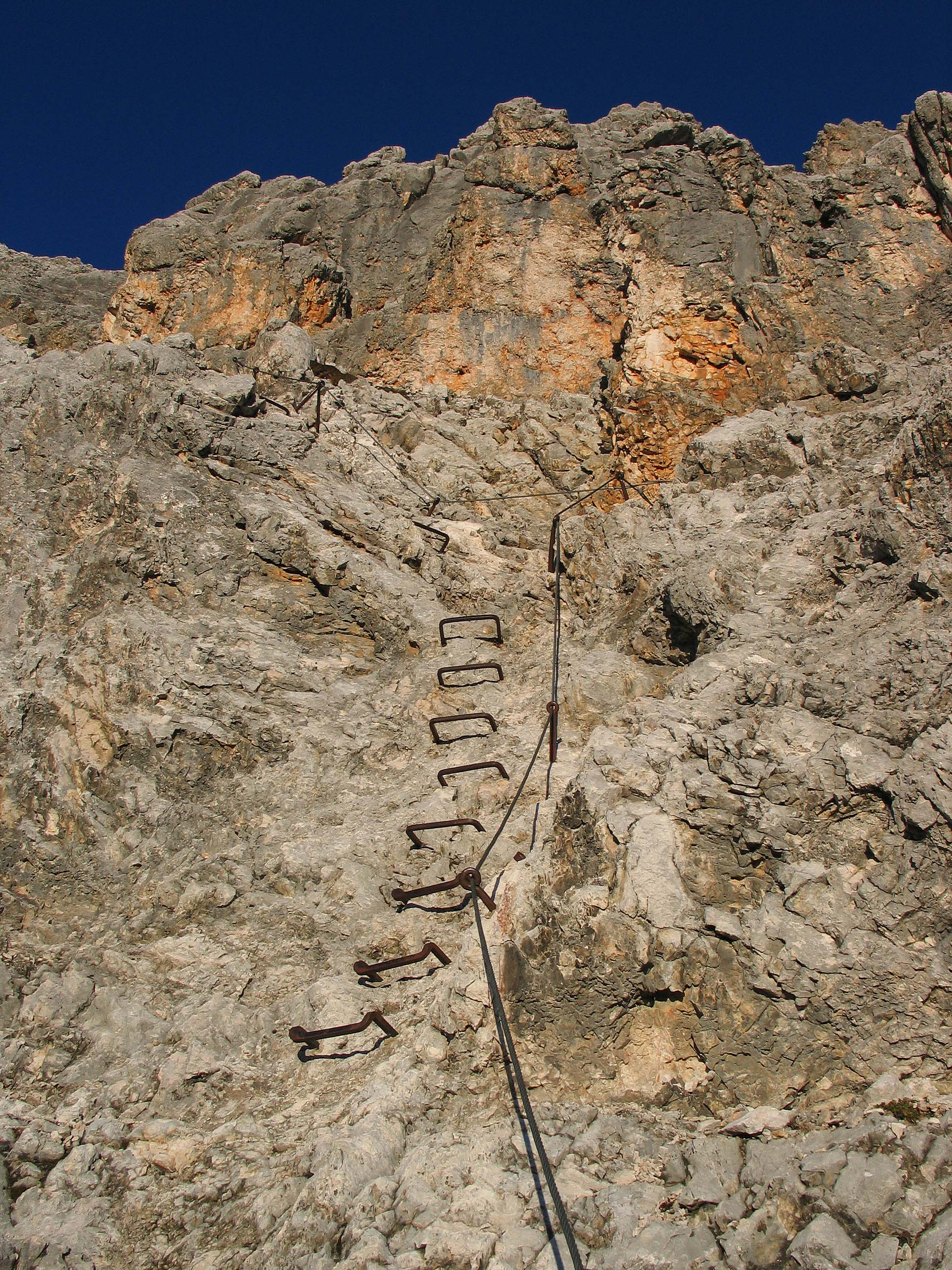
Початок віа феррата "Шлях Германа фон Барта"
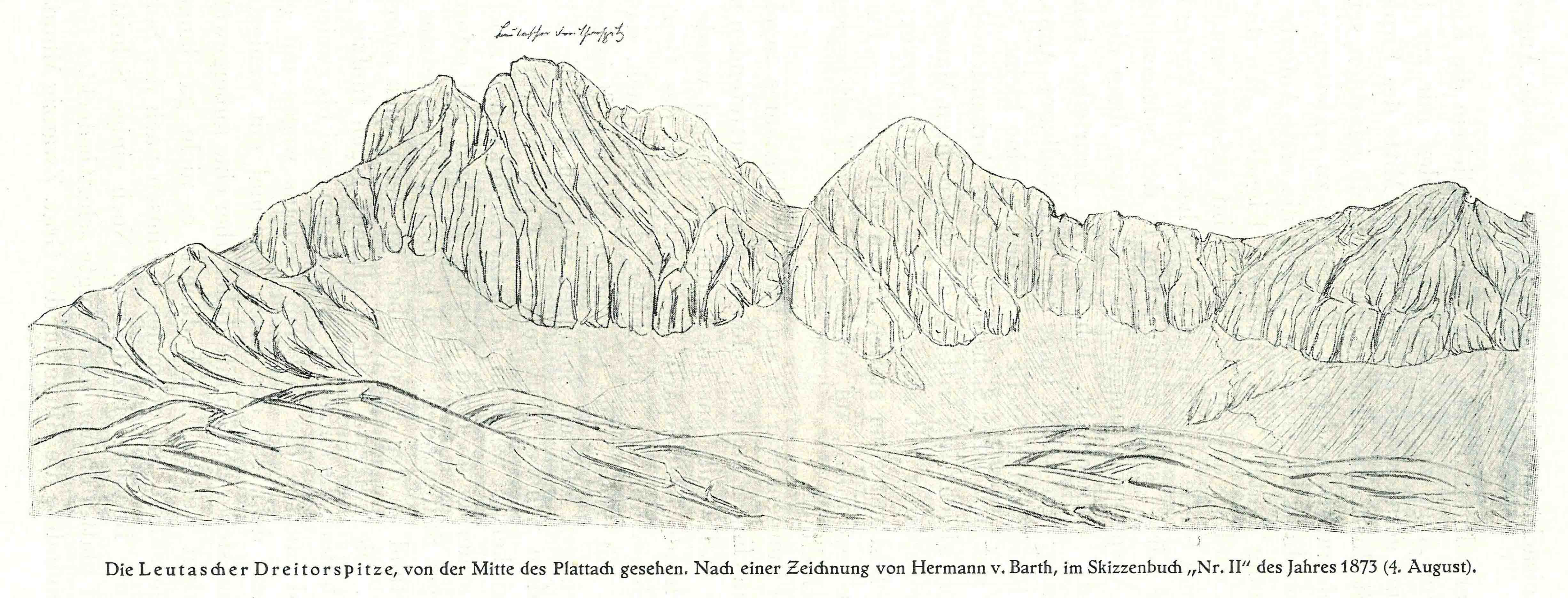
Лойтаська Драйторшпітце. Малюнок Г.ф.Барта, 1873
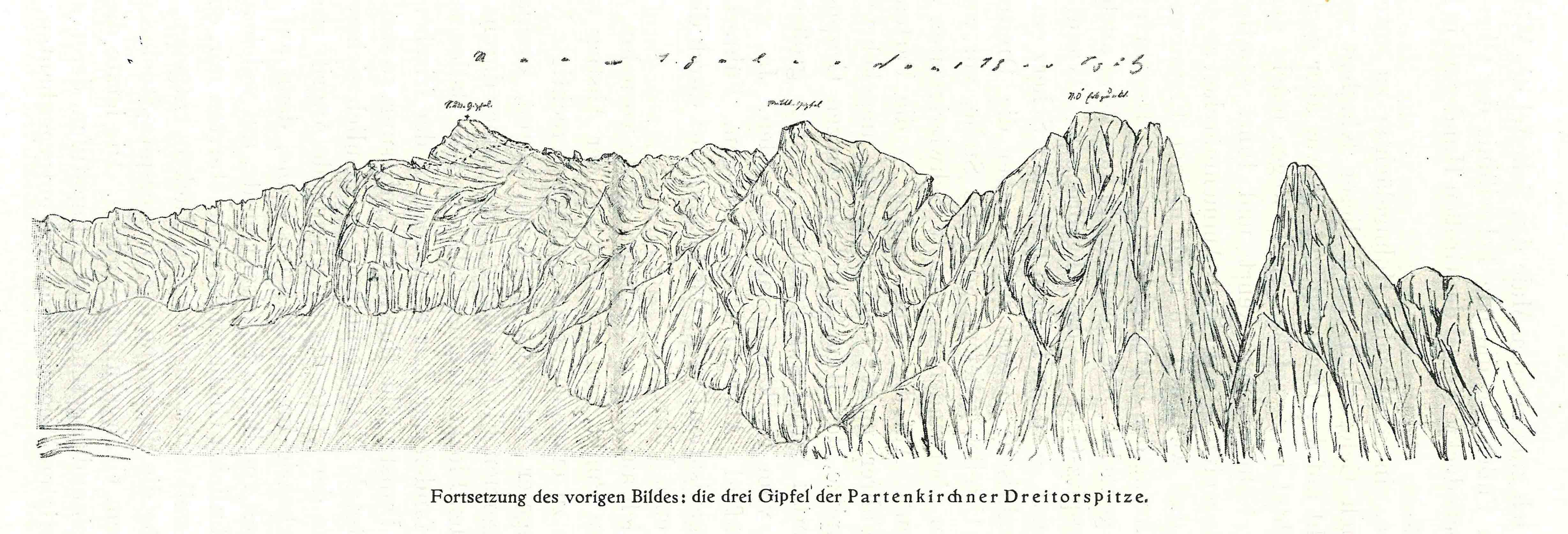
Партенкірхенська Драйторшпітце. Малюнок Г.ф.Барта, 1873